# Lamswaarde
Lamswaarde es una localidad del municipio de Hulst, en la provincia de Zelanda (Países Bajos). Está situado unos 23 km al suroeste de Bergen op Zoom. En 2001 tenía 310 habitantes, mientras que en 2010 llegaba a los 820.